# Live at Sugar Hill
Live at Sugar Hill — концертный альбом американской певицы Кармен Макрей, записанный осенью 1962 года во время серии концертов в ночном клубе Sugar Hill в Сан-Франциско при участии пианиста Нормана Симмонса, басиста Виктора Спроулза и барабанщика Стью Мартина. Альбом был выпущен в 1963 году на лейбле Time Records, а в 1972 году переиздан лейблом Mainstream Records под названием In Person и с новой обложкой.

## Отзывы критиков
| Оценки критиков | Оценки критиков |
| Источник        | Оценка          |
| --------------- | --------------- |
| AllMusic        | ·               |
| Billboard       | [ 6 ]           |

В рецензии журнала Billboard было сказано: «Мисс Макрей поёт, демонстрируя не только свой безупречный и внушительный стиль, но и много теплоты, юмора и кое-чего ещё, что делает выступление вдохновенным. Также следует отдать должное её ритм-группе». В журнале Cash Box написали: «Легиону поклонников Кармен Макрей должен понравиться этот первоклассный сет. Чистый, широкодиапазонный, чувственный голос жаворонка эффектно демонстрируется во множестве стандартов и новинок». Комментируя переиздание в том же Cash Box отметили: «Артистка, давно известная своим мастерством в музыке, находится на пике своей формы на альбоме, и пластинка, несомненно, станет хитом среди её поклонников». В обзоре журнала Record World заявили, что «шелковистый голос Кармен Макрей всегда действует как бальзам». Нэт Хентофф из журнала Stereo Review: «По складу ума и интенсивности чувств Кармен Макрей можно сравнить с покойной Билли Холидей, но, тем не менее, она лучшая джазовая певица из ныне работающих. Мисс Макрей не только глубоко чувствует, но и умеет передавать свои эмоции с силой и изяществом. Её ритм необычайно гибкий, а поскольку она ещё и остроумная женщина, она может играть с ритмом, развивая дополнительные нюансы. Более гибкое обращение с музыкальными текстурами ещё больше усиливает и расширяет её выразительные способности». Рекс Рид, рецензент переиздания того же журнала, отметил, что Макрей в прекрасной форме, но между исполнительницей и аудиторией нет той непринужденной болтовни, которая даёт ключ к настроению Кармен перед началом каждого номера, аудитория менее отзывчива, а часть материала второсортна.

## Список композиций
1. «Sunday» (Честер Конн, Бенни Крюгер, Нед Миллер, Джул Стайн) — 3:18
2. «What Kind of Fool Am I» (Лесли Брикасс, Энтони Ньюли) — 3:55
3. «A Foggy Day» (Джордж Гершвин, Айра Гершвин) — 1:07
4. «I Left My Heart in San Francisco» (Джордж Кори, Дуглас Кросс) — 6:03
5. «I Didn’t Know What Time It Was» (Лоренц Харт, Ричард Роджерс) — 4:12
6. «Let There Be Love» (Иен Грант) — 3:28
7. «This Is All I Ask» (Гордон Дженкинс) — 4:03
8. «Thou Swell» (Лоренц Харт, Ричард Роджерс) — 1:04
9. «It Never Entered My Mind» (Лоренц Харт, Ричард Роджерс) — 4:28
10. «Make Someone Happy» (Бетти Комден, Адольф Грин, Джул Стайн) — 3:18

## Участники записи
- Кармен Макрей — вокал
- Виктор Спроулз — бас
- Стью Мартина — ударные
- Норман Симмонс — фортепиано
- Уолли Хейдер — звукорежиссёр